# Ludger Hüttermann
Ludger Hüttermann es un deportista alemán que compitió para la RFA en vela en la clase 470. Ganó una medalla de bronce en el Campeonato Mundial de 470 de 1986.

## Palmarés internacional
| \| Campeonato Mundial \| Campeonato Mundial \| Campeonato Mundial \| Campeonato Mundial \| \| Año \| Lugar \| Medalla \| Clase \| \| ------------------ \| ------------------ \| ------------------ \| ------------------ \| \| 1986 \| Salou (España) \| Medalla de bronce \| 470 \| |                |                   |       |
| Campeonato Mundial |                |                   |       |
| Año | Lugar          | Medalla           | Clase |
| 1986 | Salou (España) | Medalla de bronce | 470   |